# Rezolucija Vijeća sigurnosti UN-a 1357
Rezolucijom Vijeća sigurnosti UN-a 1357, jednoglasno usvojenom 21. lipnja 2001., nakon pozivanja na rezolucije 1031 (1995.), 1035 (1995.), 1088 (1996.), 1103 (1997.), 1107 (1997.), 1144 (1997.), 1168 (1998.), 1174 (1998.), 1184 (1998.), 1247 (1999.) i 1305 (2000.), Vijeće je produžilo mandat Misije Ujedinjenih naroda u Bosni i Hercegovini (UNMIBH) na razdoblje do 21. lipnja 2002. i ovlastilo države sudionice Stabilizacijskih snaga (SFOR) predvođenima NATO-om da nastave sljedećih dvanaest mjeseci.
Vijeće sigurnosti istaknulo je važnost Daytonskog sporazuma (Općeg okvirnog sporazuma) i važnost koju Hrvatska, Savezna Republika Jugoslavija (Srbija i Crna Gora) i druge države moraju odigrati u mirovnom procesu u Bosni i Hercegovini. Situacija je nastavila predstavljati prijetnju miru i sigurnosti i Vijeće je bilo odlučno promicati mirno rješenje sukoba.
Djelujući prema Poglavlju VII Povelje Ujedinjenih naroda, Vijeće je podsjetilo vlasti u Bosni i Hercegovini i druge na njihovu odgovornost za provedbu Daytonskog sporazuma. Naglašena je uloga Visokog predstavnika za Bosnu i Hercegovinu u praćenju njegove provedbe. Također je dala važnost suradnji s Međunarodnim kaznenim sudom za bivšu Jugoslaviju.
Vijeće sigurnosti je pohvalilo zemlje koje sudjeluju u SFOR-u i pozvalo ih da nastave svoje operacije dodatnih dvanaest mjeseci; operacija će se produžit i nakon ovog datuma ako to opravdava situacija u zemlji. Također je odobrio korištenje potrebnih mjera, uključujući upotrebu sile i samoobranu, kako bi se osiguralo poštivanje sporazuma i sigurnost i sloboda kretanja osoblja SFOR-a. U isto vrijeme, mandat UNMIBH-a, koji je uključivao i mandat Međunarodnih policijskih snaga (IPTF), produžen je do 21. lipnja 2002. godine. Zemlje su pozvane da osiguraju obuku, opremu i potporu lokalnim policijskim snagama u Bosni i Hercegovini, a od glavnog tajnika Kofija Annana zatraženo je da dostavi izvješća visokog predstavnika za Bosnu i Hercegovinu.

## Vanjske poveznice
| Wikizvor | Engleski Wikizvor ima izvorni tekst na temu: United Nations Security Council Resolution 1357 |

- Text of the Resolution at undocs.org